# Deutsche Bank Place
Deutsche Bank Place je mrakodrap v australském Sydney. Postaven byl podle návrhu, který vypracovala firma Foster a Partners. Má 39 podlaží a výšku 240 m, je tak 3. nejvyšší mrakodrap ve městě. Výstavba probíhala v letech 2002–2005. Budova disponuje 42 234 m² převážně kancelářských prostor.